# Maxwell Hall
Maxwell Hall, född den 23 februari 1845 i Cheltenham, död den 20 februari 1920, var en engelsk astronom.
Hall inrättade åt sig ett astronomiskt observatorium på Jamaica samt grundlade en meteorologisk centralanstalt för Jamaica i Kingston. Bland hans astronomiska skrifter märkas The sidereal system (1877), Determination of the solar parallax from the opposition of Mars, 1877 (1879) och The meteorology of Jamaica (1904). I förstnämnda arbete, som kompletterades genom en serie uppsatser i "Monthly notices of the Royal astronomical society" 1878-1898, upptog han till behandling den av flera andra astronomer, exempelvis Johann Heinrich von Mädler, studerade frågan om en gemensam rörelse av fixstjärnsystemet kring ett centrum.